# Princess Caraboo
Princess Caraboo es una película histórica de comedia dramática película británica-estadounidense de 1994, coescrita (con John Wells) y dirigida por Michael Austin, basada en la vida real del siglo XIX sobre el personaje de la Princesa Caraboo, que se hizo pasar en la sociedad británica como una princesa exótica que hablaba una lengua extranjera extraña, ella es interpretada por Phoebe Cates.

## Trama
En 1817, una joven (Phoebe Cates) aparece en el campo inglés, luciendo un atuendo exótico y diciendo incoherencias. También lleva un inusual tatuaje polinesio en las piernas. Entregada a una casa cercana, la misteriosa mujer está protegida por los Worralls (Jim Broadbent y Wendy Hughes), que luego son persuadidos por su mayordomo Frixos (Kevin Kline). En la audiencia, sin embargo, la mujer convence a los magistrados a través de la pantomima de que es una princesa de origen polinesio llamada Caraboo que escapó de sus secuestradores piratas. Los Worralls dan la bienvenida a Caraboo en su casa, prodigándole el respeto debido a un miembro real. Una sensación de sociedad, Caraboo gana más de un lingüista (John Lithgow), el príncipe regente (John Sessions) e incluso a Frixos. Solo un periodista irlandés, Gutch (Stephen Rea), se muestra escéptico acerca de los orígenes de Caraboo.

## Elenco
- Phoebe Cates como la princesa Caraboo/Mary Baker.
- Jim Broadbent como el señor Worrall
- Wendy Hughes como la señora Worrall
- Kevin Kline como Frixos.
- John Lithgow como el profesor Wilkinson.
- Stephen Rea como Gutch.
- Peter Eyre como Lord Apthorpe.
- Jacqueline Pearce como Lady Apthorpe.
- John Wells como el reverendo Wells.
- John Lynch como Amon McCarthy.
- John Sessions como el príncipe regente.
- Arkie Whiteley como Betty.
- Jerry Hall como Lady Motley.

## Recepción
Princess Caraboo recibieró una mezcla de comentarios positivos con un 60% "fresco" sobre Rotten Tomatoes.